# Venus (minialbum)
Venus – pierwszy japoński minialbum południowokoreańskiej grupy Astro, wydany 3 kwietnia 2019 roku przez wytwórnię Universal Music. Został wydany w trzech wersjach: regularnej CD oraz dwóch limitowanych Type-A (CD+DVD) i Type-B (CD+Photo booklet). Osiągnął 3 pozycję w rankingu Oricon i pozostał na liście przez 3 tygodnie, sprzedał się w nakładzie 30 401 egzemplarzy. Płytę promował utwór „Hanasake mirai” (jap. 花咲ケミライ), do którego wydany został również teledysk.

## Lista utworów
| CD | CD                                   | CD      |
| Nr | Tytuł utworu                         | Długość |
| -- | ------------------------------------ | ------- |
| 1. | „Always You” (Japanes ver.)          | 3:43    |
| 2. | „Hanasake mirai” (jap. 花咲ケミライ) | 3:58    |
| 3. | „Baby” (Japanes ver.)                | 3:21    |
| 4. | „II aishiteru” (jap. II愛してる)     | 4:00    |
| 5. | „All Night” (Japanes ver.)           | 3:44    |
| 6. | „I’m on Your Side”                   | 4:25    |